# Maytenus loeseneri
Maytenus loeseneri är en benvedsväxtart som beskrevs av Ignatz Urban. Maytenus loeseneri ingår i släktet Maytenus och familjen Celastraceae. Utöver nominatformen finns också underarten M. l. rotundifolia.